# Lista de prefeitos de Brumado
Esta página é uma lista de prefeitos do município de Brumado e apresenta as pessoas que foram empossadas como prefeito ou intendente para o executivo municipal, quer tenham sido indicadas por autoridades competentes, conforme as leis vigentes da época, quer tenham sido eleitas por voto direto. Estão listadas as que exerceram cargos de forma integral ou não; inclui também os substitutos que por qualquer razão tenham assumido o cargo. Compreende o período imperial (cargo de intendente) até a Sexta República (período político atual).

## Antecedentes
O primeiro grande nome da política brumadense foi o coronel Exupério Pinheiro Canguçu, no século XIX. No princípio a área do atual município de Brumado estava subordinada à Vila Nova de Nossa Senhora do Livramento de Minas do Rio de Contas. Em 1810, quando Caetité se emancipou politicamente de Rio de Contas, essa mesma área integrava a então Vila Nova do Príncipe e Santana do Caetité. Em 19 de junho de 1869 foi criado formalmente o distrito de Bom Jesus dos Meiras, pelo decreto-lei provincial n° 1091, subordinando-o a Caetité. A emancipação política se deu em 11 de junho de 1877, com a criação da lei provincial n° 1756. Criou-se a primeira Câmara de Vereadores de Bom Jesus dos Meiras em 13 de fevereiro de 1878. Na gestão do então primeiro intendente, Exupério Canguçu, foi construída a a igreja matriz da cidade, sede da Paróquia Senhor do Bonfim.

## Período imperial (1822–1889)
A partir da transformação de povoado em distrito, foram nomeados quatro intendentes (equivalente a prefeito do período imperial), conforme listados abaixo, incluindo o já citado. Não existem fontes que comprovem as datas precisas referentes ao dia e ao mês do início e do fim de cada mandato. As fontes que serviram de informação para este trabalho divergem nas datas de início e fim do mandato entre período regencial e quarta república, por esse motivo, foi feita uma análise cronológica desde o primeiro intendente ao atual prefeito, de forma que as datas entre início e fim de cada mandato assumam uma lógica, encaixando-se corretamente todos os períodos de transição, sem deixar perca nem acréscimo entre um governo e outro. A identificação com os partidos refere-se à filiação na época em que tomaram posse.
| Período imperial (1822–1889) |                                                  |        |         |                         |                        |             |
| Nº                           | Nome                                             | Imagem | Partido | Início do mandato       | Fim do mandato         | Ref.        |
| 1                            | Exupério Pinheiro Canguçu                        |        | PL      | 11 de fevereiro de 1878 | 31 de dezembro de 1881 | [ 3 ] [ 5 ] |
| 2                            | Horácio Guanais Simões                           |        | —       | 1° de janeiro de 1882   | 31 de dezembro de 1883 | [ 3 ]       |
| 3                            | Lupério de Sousa Meira                           |        | —       | 1° de janeiro de 1884   | 31 de dezembro de 1885 | [ 3 ]       |
| 4                            | Manoel Joaquim Alves dos Santos (Coronel Santos) |        | —       | 1° de janeiro de 1886   | 31 de dezembro de 1887 | [ 3 ] [ 6 ] |
| 5                            | Exupério Pinheiro Canguçu                        |        | PL      | 1° de janeiro de 1888   | 8 de fevereiro de 1890 | [ 3 ] [ 5 ] |

## Período republicano (1899–2016)
Da Primeira República até a Quarta, foram designados 14 intendentes. A partir deste período, apenas os intervalos da Quarta a Sexta República apresentam datas precisas para o início e o fim de cada mandato de prefeito.
| Primeira República (1889–1930)                        |                                  |        |         |                         |                          |                     |
| Nº                                                    | Nome                             | Imagem | Partido | Início do mandato       | Fim domandato            | Ref.                |
| 5                                                     | Policarpo Pereira                |        | PRF     | 9 de fevereiro de 1890  | 16 de setembro de 1892   | [ 3 ]               |
| 6                                                     | Bernardino Gonçalves Aguiar      |        | PRP     | 17 de setembro de 1892  | 31 de dezembro de 1895   | [ 3 ]               |
| —                                                     | Manoel Joaquim Alves dos Santos  |        | PRF     | 1° de janeiro de 1896   | 31 de dezembro de 1900   | [ 3 ] [ 6 ]         |
| 7                                                     | Aureliano Alves da Silva         |        | PRF     | 1° de janeiro de 1901   | 31 de dezembro de 1905   | [ 3 ]               |
| 8                                                     | Marcolino Rizério de Moura       |        | PRF     | 1° de janeiro de 1906   | 31 de dezembro de 1909   | [ 3 ] [ 6 ]         |
| 9                                                     | Aureliano Alves de Carvalho      |        | PRF     | 1° de janeiro de 1910   | 31 de dezembro de 1911   | [ 3 ]               |
| 10                                                    | Amâncio da Silva Leite           |        | PRC     | 1° de janeiro de 1912   | 31 de dezembro de 1915   | [ 3 ]               |
| 11                                                    | Aureliano Meira                  |        | PRC     | 1° de janeiro de 1916   | 31 de dezembro de 1920   | [ 3 ]               |
| —                                                     | Aureliano Alves de Carvalho      |        | PRD     | 1° de janeiro de 1921   | 14 de outubro de 1922    | [ 3 ]               |
| 12                                                    | Fidelcino Augusto dos Santos     |        | PRD     | 15 de outubro de 1922   | 31 de dezembro de 1924   | [ 3 ]               |
| 13                                                    | José Alvino Machado              |        | PRD     | 1° de janeiro de 1925   | 31 de dezembro de 1926   | [ 3 ] [ 6 ]         |
| 14                                                    | Cândido da Silveira Santos       |        | PRD     | 1° de janeiro de 1927   | 15 de março de 1929      | [ 3 ]               |
| Segunda e Terceira República — Era Vargas (1930–1945) |                                  |        |         |                         |                          |                     |
| —                                                     | Marcolino Rizério de Moura       |        | PRB     | 16 de março de 1929     | 14 de novembro de 1930   | [ 3 ]               |
| 15                                                    | Padre José Dias da Costa         |        | PSD     | 15 de novembro de 1930  | 11 de agosto de 1933     | [ 3 ] [ 16 ]        |
| —                                                     | Fidelcino Augusto dos Santos     |        | PSD     | 12 de agosto de 1933    | 31 de dezembro de 1934   | [ 3 ] [ 6 ] [ 16 ]  |
| —                                                     | Padre José Dias da Costa         |        | PSD     | 1° de janeiro de 1935   | 8 de fevereiro de 1937   | [ 3 ] [ 16 ]        |
| —                                                     | Marcolino Rizério de Moura       |        | PSD     | 9 de fevereiro de 1937  | 31 de dezembro de 1939   | [ 3 ] [ 6 ] [ 16 ]  |
| 16                                                    | Oldach (Oldak) de Carvalho Neves |        | PSD     | 1.º de janeiro de 1940  | 22 de novembro de 1940   | [ 3 ]               |
| 17                                                    | Délio Gondim Meira               |        | PSD     | 23 de novembro de 1940  | 2 de de dezembro de 1940 | [ 3 ] [ 6 ]         |
| 18                                                    | Duarte Moniz Barreto de Aragão   |        | PSD     | 3 de dezembro de 1940   | 9 de maio de 1943        | [ 3 ] [ 6 ]         |
| —                                                     | Marcolino Rizério de Moura       |        | PSD     | 10 de maio de 1943      | 31 de dezembro de 1944   | [ 3 ] [ 6 ] [ 16 ]  |
| Quarta República (1945–1964)                          |                                  |        |         |                         |                          |                     |
| —                                                     | Marcolino Rizério de Moura       |        | UDN     | 1.º de janeiro de 1945  | 31 de dezembro de 1947   | [ 3 ] [ 6 ]         |
| 19                                                    | Armindo dos Santos Azevedo       |        | UDN     | 1.º de janeiro de 1948  | 31 de dezembro de 1950   | [ 3 ] [ 17 ] [ 18 ] |
| 20                                                    | Manoel Fernandes dos Santos      |        | PSD     | 1.º de janeiro de 1951  | 31 de dezembro de 1954   | [ 3 ] [ 17 ]        |
| —                                                     | Armindo dos Santos Azevedo       |        | UDN     | 1.º de janeiro de 1955  | 31 de dezembro de 1958   | [ 3 ] [ 17 ]        |
| —                                                     | Manoel Fernandes dos Santos      |        | PSD     | 1.º de janeiro de 1959  | 31 de dezembro de 1962   | [ 3 ] [ 17 ]        |
| —                                                     | Armindo dos Santos Azevedo       |        | UDN     | 1.º de janeiro de 1963  | 31 de dezembro de 1966   | [ 3 ] [ 17 ]        |
| Quinta República (1964–1985)                          |                                  |        |         |                         |                          |                     |
| 21                                                    | Juracy Pires Gomes               |        | ARENA   | 1.º de janeiro de 1967  | 30 de janeiro de 1971    | [ 3 ] [ 17 ] [ 19 ] |
| 22                                                    | Miguel Lima Dias                 |        | ARENA   | 31 de janeiro de 1971   | 30 de janeiro de 1973    | [ 3 ] [ 19 ]        |
| —                                                     | Juracy Pires Gomes               |        | ARENA   | 31 de janeiro de 1973   | 31 de dezembro de 1976   | [ 3 ] [ 17 ] [ 19 ] |
| 23                                                    | Agamenon Lima Santana            |        | MDB     | 1.º de janeiro de 1977  | 31 de janeiro de 1983    | [ 3 ]               |
| —                                                     | Juracy Pires Gomes               |        | PDS     | 1° de fevereiro de 1983 | 31 de dezembro de 1988   | [ 3 ] [ 17 ] [ 19 ] |
| Sexta República, ou Nova República (1985–presente)    |                                  |        |         |                         |                          |                     |
| 24                                                    | Edmundo Pereira Santos           |        | PMDB    | 1.º de janeiro de 1989  | 1.º de dezembro de 1992  | [ 3 ] [ 20 ]        |
| 25                                                    | Geraldo Leite Azevedo            |        | PMDB    | 1.º de janeiro de 1993  | 31 de dezembro de 1996   | [ 3 ] [ 21 ]        |
| —                                                     | Edmundo Pereira Santos           |        | PMDB    | 1.º de janeiro de 1997  | dezembro de 1998         | [ 3 ]               |
| 26                                                    | Roberto Fernandes                |        | PPB     | dezembro de 1998        | 31 de dezembro de 2000   |                     |
| —                                                     | Edmundo Pereira Santos           |        | PMDB    | 1.º de janeiro de 2001  | 31 dezembro de 2004      | [ 3 ]               |
| 27                                                    | Eduardo Lima Vasconcelos         |        | PFL     | 1.º de janeiro de 2005  | 31 de dezembro de 2008   | [ 3 ]               |
| —                                                     | Eduardo Vasconcelos              |        | PSDB    | 1.º de janeiro de 2009  | 31 de dezembro de 2012   | [ 3 ]               |
| 28                                                    | Aguiberto Lima Dias              |        | PSC     | 1.º de janeiro de 2013  | 31 de dezembro de 2016   | [ 3 ]               |
| —                                                     | Eduardo Vasconcelos              |        | PSB     | 1.º de janeiro de 2017  | 31 de dezembro de 2020   | [ 22 ]              |
| —                                                     | Eduardo Vasconcelos              |        | PSB     | 1.º de janeiro de 2021  | 31 de dezembro de 2024   | [ 23 ]              |
| —                                                     | Fabrício Abrantes                |        | AVANTE  | 1° de janeiro de 2025   | Atualidade               | [ 24 ]              |